# Scopula displicitata
Scopula displicitata är en fjärilsart som beskrevs av Napoleon Manuel Kheil 1909. Scopula displicitata ingår i släktet Scopula och familjen mätare. Inga underarter finns listade.